# Trận Alcácer Quibir
Trận Alcácer Quibir (hay còn được gọi là Trận Ba Vua (معركة الملوك الثلاثة) hay Trận chiến của Oued al-Makhazin (معركة وادي المخازن) ở Morocco) đã xảy ra ở miền bắc Maroc, gần thị trấn Ksar-el -Kebir (các cách viết khác nhau: Ksar El Kebir, Alcácer-Quivir, Alcazarquivir, Alcassar,...) và Larache, vào ngày 4 tháng 8 năm 1578. Quân đội của Vua Abu Abdallah Mohammed II (người đã bị trục xuất), phối hợp với quân đồng minh của mình nhà vua Bồ Đào Nha Sebastian I. Họ đã chống lại một đội quân Morocco lớn được chỉ huy bởi vua Morocco mới (là chú của Abu Abdallah Mohammed II) vua Abd Al-Malik I.
Vua Kitô giáo Sebastian I, đã lên kế hoạch cho một cuộc thập tự chinh sau khi Abu Abdallah yêu cầu ông giúp khôi phục ngai vàng của mình. Chú của Abu Abdallah là Abd Al-Malik đã lấy ngai vàng từ ông với sự hỗ trợ của đế quốc Ottoman. Sự thất bại của quân đội Bồ Đào Nha và cái chết của Sebastian đã dẫn đến sự kết thúc của triều đại Aviz.
Đây là trận đánh lớn trong lịch sử Bồ Đào Nha, trận đánh này đã làm tổn thất nặng nề quân đội đế quốc Bồ Đào Nha. Hậu quả sau đó Bồ Đào Nha kết hợp với Tây Ban Nha trong 60 năm dưới Liên minh Iberia. Năm 1640, Bồ Đào Nha tách ra khỏi liên minh nhưng thời kỳ hoàng kim mà Bồ Đào Nha từng có mãi mãi không bao giờ có thể lấy lại được.

## Bối cảnh

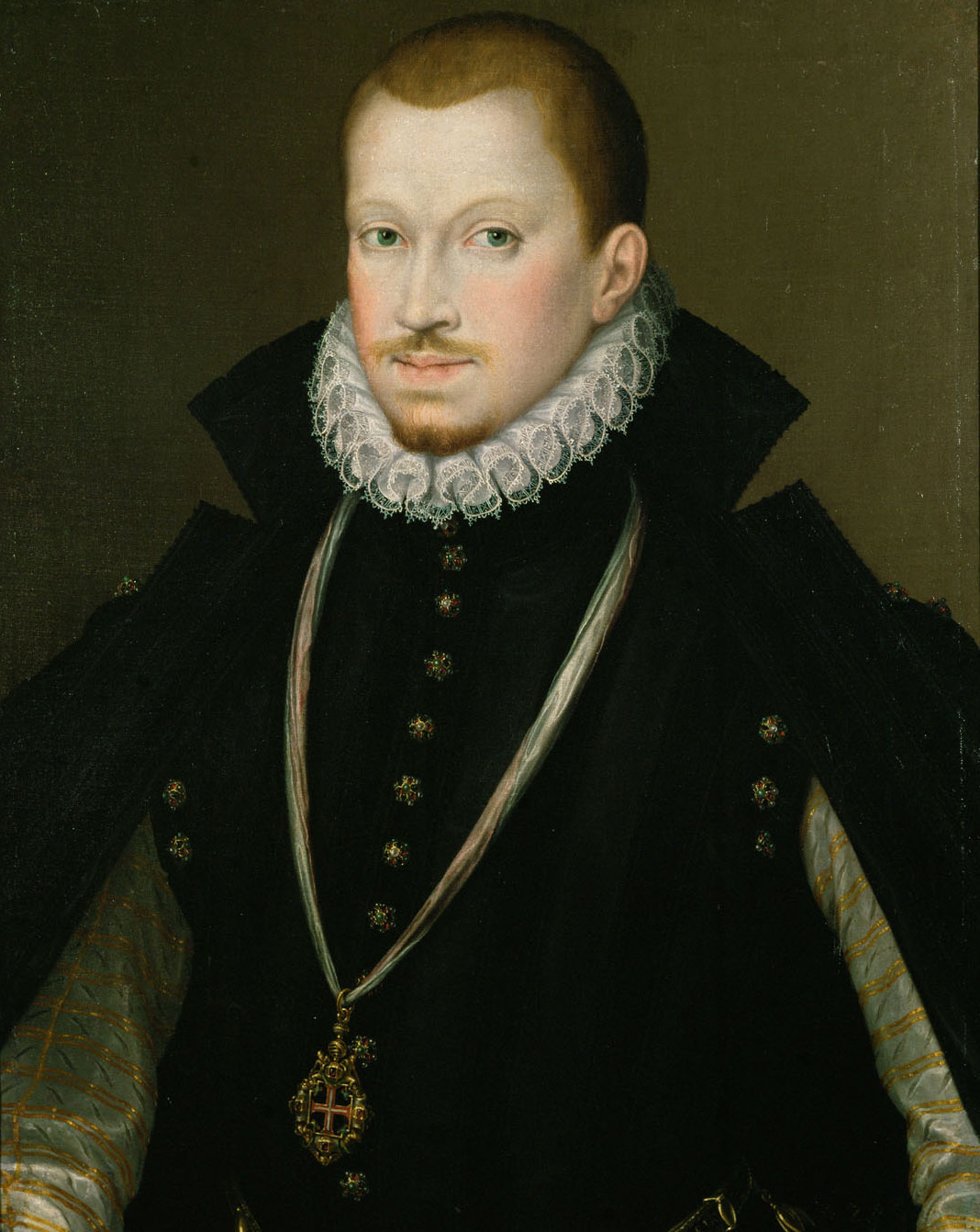
Vua Sebastian của Bồ Đào Nha.

Sebastian là con trai của Infante Dom João Manuel, vương tử Bồ Đào Nha (con trai của John III của Bồ Đào Nha) và Joanna, con gái của Hoàng đế Charles V. Cha ông mất trước khi ông được sinh ra, ông trở thành vua khi chỉ mới ba tuổi sau cái chết của ông nội vào năm 1557. Ông được dạy dỗ hầu hết bởi Jesuits, bởi người giám hộ và gia sư Aleixo de Meneses, và Catherine của Áo, Nữ hoàng Bồ Đào Nha, là chị của Charles V và vợ của Vua John III. Một số người đã đánh giá ông sau thất bại của ông, họ cho rằng từ sau những ảnh hưởng này, chủ nghĩa lý tưởng thời trẻ của ông đã sớm biến thành chủ nghĩa cuồng tín tôn giáo, mặc dù ông không bao giờ tham gia Liên minh thần thánh.
Cortes Bồ Đào Nha đã yêu cầu Sebastian nhiều lần về việc đưa quân đến Ma-rốc để ngăn chặn bất ổn do sự hiện diện quân sự ngày càng tăng của Ottoman, họ là mối đe dọa đối với an ninh bờ biển phía nam Bồ Đào Nha và hoạt động thương mại với Guinea Bồ Đào Nha, Thuộc địa Brazil và các quần đảo trong Đại Tây Dương. Nhưng chỉ đến khi Abu Abdallah Mohammed II Saadi tới Bồ Đào Nha và cầu viện Sebastian trong việc giành lại ngai vàng từ người chú của mình thì Sebastian mới quyết định ra quân. Sebastian cảm thấy bị thúc đẩy phục hồi vinh quang bị mất bằng cách can thiệp vào Bắc Phi, nơi đang bị ảnh hưởng bởi bất ổn tại Mazagan vào năm 1562 từ một cuộc bao vây bởi quân Ma-rốc. Theo đó, vào năm 1568, Bồ Đào Nha bắt đầu chuẩn bị can thiệp vào Ma-rốc.
Chính sách này không chỉ được hỗ trợ bởi giai cấp tư sản trọng thương vì lợi lọc thương mại trong khu vực này (chủ yếu là vàng, gia súc, lúa mì và đường), mà còn được hỗ trợ bởi giới quý tộc. Từ trước cho đến thời điểm lúc đó, hoạt động quân sự của Bồ Đào Nha ở Châu Phi luôn giới hạn trong các cuộc thám hiểm nhỏ và các cuộc tấn công quy mô nhỏ; Bồ Đào Nha đã xây dựng đế chế hàng hải rộng lớn từ Brazil đến Đông Ấn bằng sự kết hợp giữa thương mại, thăm dò biển và ưu thế vượt trội về công nghệ, cùng với sự truyền đạo Kitô giáo đến các dân tộc. Sebastian đề xuất thay đổi chiến lược mới.
Năm 1574, Sebastian đến thăm một số căn cứ của Bồ Đào Nha ở Bắc Phi và chỉ huy thành công một cuộc đột kích vào lãnh thổ Hồi giáo bên ngoài thành phố Tangier của Bồ Đào Nha, ông tham gia vào một số cuộc giao tranh nhỏ và một cuộc giao tranh lớn vào ngày 21 tháng 10. Mặc dù thua kém về số lượng nhưng với kỵ binh hạng nặng, ông đã chiến thắng, điều đó thôi thúc ông tham vọng lớn hơn trong việc chống lại nhà cai trị Saadian mới của Ma-rốc. Ông đã hỗ trợ cho Abu Abdallah Mohammed II Saadi, người đang cố gắng trong cuộc nội chiến này để giành lại ngai vàng Ma-rốc từ người chú của ông ta, vị vua mới Abd Al-Malik - được Ottoman hậu thuẫn. Bất chấp lời khuyên nhủ của mẹ và người chú là Felipe II của Tây Ban Nha (người đã trở nên rất thận trọng sau trận Djerba), Sebastian quyết tâm thực hiện một chiến dịch quân sự, và ông đã sử dụng phần lớn tài sản hoàng gia để tạo dựng một hạm đội lớn và tập hợp một đội quân bao gồm các binh sĩ thuộc nhiều quốc tịch: 2.000 tình nguyện viên từ Tây Ban Nha (Castile), 3.000 lính đánh thuê từ Flanders và Đức, 600 lính Ý ban đầu được tuyển dụng để hỗ trợ cho một cuộc xâm lược Ireland dưới sự chỉ huy của nhà thám hiểm người Anh, Thomas Stukley. Lực lượng viễn chinh có số lượng 500 tàu, và quân đội có tổng số khoảng 18.000 người, bao gồm nhiều người trong giới quý tộc Bồ Đào Nha.

## Chiến dịch
Sau khi phát biểu trước quân đội viễn chinh từ cửa sổ của Nhà thờ Santa Maria ở Lagos, Sebastian rời cảng cùng toàn quân vào ngày 24 tháng 6 năm 1578.
Quân Bồ Đào Nha đổ bộ Arzila, thuộc lãnh thổ Ma-rốc Bồ Đào Nha, ở đó Abu Abdallah tham gia với thêm 6.000 quân đồng minh Moorish, và hành quân vào sâu lãnh thổ.
Vua Ma-rốc lúc này đang bị bệnh nặng, cũng cố gắng tập hợp một đội quân lớn, gồm những người Ma-rốc đồng hương để thánh chiến chống lại quân xâm lược Bồ Đào Nha. Hai đội quân tiếp cận nhau gần Ksar-el-Kebir cắm trại ở hai bờ đối diện của sông Loukkos.

### Trận chiến
Vào ngày 4 tháng 8 năm 1578, liên quân Bồ Đào Nha và Moorish đã triển khai, Sebastian cưỡi ngựa khuyến khích hàng ngũ binh sĩ. Nhưng quân Ma rốc đã tiến công trên một chiến tuyến rộng, dự định bao vây quân đội của ông.
Quân Ottoman có 10.000 kỵ binh ở hai cánh, trung tâm là lính Moors - những người đã bị đuổi ra khỏi lãnh thổ Tây Ban Nha trước đây, do đó mang một mối hận thù đặc biệt đối với người Công giáo. Mặc dù bị bệnh, vua Ma-rốc đã cố gắng cỡi ngựa chỉ đạo quân đội của ông.
Trận chiến bắt đầu khi cả hai tấn công nhau bằng súng hỏa mai và pháo. Stukley, chỉ huy quân trung tâm Bồ Đào Nha, đã bị giết bởi một khẩu súng thần công vào đầu trận chiến. Kỵ binh Ma-rốc tiến công và bắt đầu bao vây quân đội Bồ Đào Nha. Cả hai đội quân nhanh chóng lao vào một cuộc hỗn chiến.

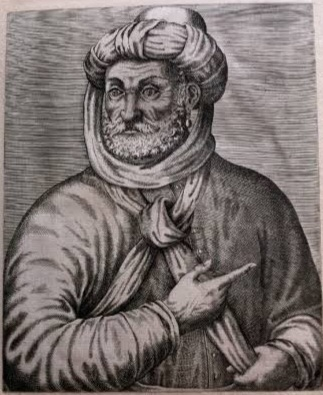
Ahmad al-Mansur sống sót sau một trận chiến, ông đã kế vị anh trai và trở thành Quốc vương mới của Morocco.

Hai cánh của quân đội Bồ Đào Nha bắt đầu bị lấn át bởi kỵ binh Moorish, và cuối cùng quân ở trung tâm cũng bị đe dọa. Nhìn thấy quân bên cánh tan vỡ, và mất vị chỉ huy từ sớm trong trận chiến, quân ở đội hình trung tâm của Bồ Đào Nha mất hết tinh thần.
Trận chiến kết thúc sau gần bốn giờ chiến đấu dữ dội và kết quả là sự thất bại hoàn toàn của quân đội Bồ Đào Nha và Abu Abdallah với 8.000 lính thiệt mạng, bao gồm thiệt mạng của gần như toàn bộ giới quý tộc của đất nước Bồ Đào Nha. 15.000 tù nhân đã bị bắt và khoảng 100 người sống sót đã trốn thoát đến bờ biển. Thi thể của vua Sebastian bị chặt làm nhiều khúc, không bao giờ được tìm thấy.
Vua Abd Al-Malik đã chết trong trận chiến vì nguyên nhân tự nhiên (cố sức cưỡi ngựa quá nhiều trong khi bệnh), nhưng tin tức được giấu kín trước quân đội của ông cho đến khi chiến thắng hoàn toàn được bảo đảm. Abu Abdallah đã cố gắng chạy trốn nhưng bị chết đuối dưới sông. Vì những cái chết trong cuộc chiến của Sebastian, Abu Abdallah và Abd Al-Malik, trận chiến này được biết đến ở Ma-rốc là Trận chiến của ba vị vua.

## Di sản
- Bài chi tiết: Cuộc khủng hoảng kế vị Bồ Đào Nha năm 1580 và Triều đại Saadi

Abd Al-Malik đã được kế vị bởi anh trai Ahmad al-Mansur, còn được gọi là Ahmed Addahbi, vị vua này đã chinh phục Timbuktu, Gao và Jenne sau khi đánh bại Đế quốc Songhai.
Đối với Bồ Đào Nha, trận chiến là một thảm họa chưa từng thấy đối với họ. Mặc dù không thấy xác, nhưng Sebastian được cho là đã chết ở tuổi 24. Trong cuộc sống khuôn phép của ông, ông vẫn chưa lập gia đình và đã không có người thừa kế. Người chú già, cũng không có con, là Henry một Hồng y của nhà thờ La Mã đã kế vị ngai vàng với tư cách là người thân hợp pháp gần nhất. Triều đại ngắn ngủi của ông (1578-1580) phải gánh vác các khoản bồi thường tài chính sau thảm họa quân sự ở Ma-rốc. Sau khi ông qua đời, những người yêu cầu hợp pháp ngai vàng của Nhà Aviz - triều đại cai trị Bồ Đào Nha trong 200 năm, đã bị đánh bại bởi một cuộc xâm lược của quân đội Castile. Felipe II của Tây Ban Nha, người cháu nội của Manuel I của Bồ Đào Nha và là người yêu sách thừa kế gần nhất (là chú của Sebastian I) đã xâm chiếm bằng một đội quân gồm 40.000 người, đánh bại quân của Anthony tại Trận Alcântara trở thành vua Philip I của Bồ Đào Nha bởi Cortes Bồ Đào Nha thuộc Tomar vào năm 1581.
Một phần của hệ quả từ chấn thương quốc gia sau thất bại thảm hại này, sự sùng bái 'Chủ nghĩa Sebastian' gia tăng, mô tả vị vua đã mất theo cách tương tự như Vua Arthur. Truyền thuyết về "Một vị vua và vị vua tương lai" của Bồ Đào Nha, một ngày nào đó sẽ trở lại để cứu lấy đất nước của ông trong sự trỗi dậy và tuôn trào trong cuộc sống Bồ Đào Nha.